# Casa de la Moneda (París)

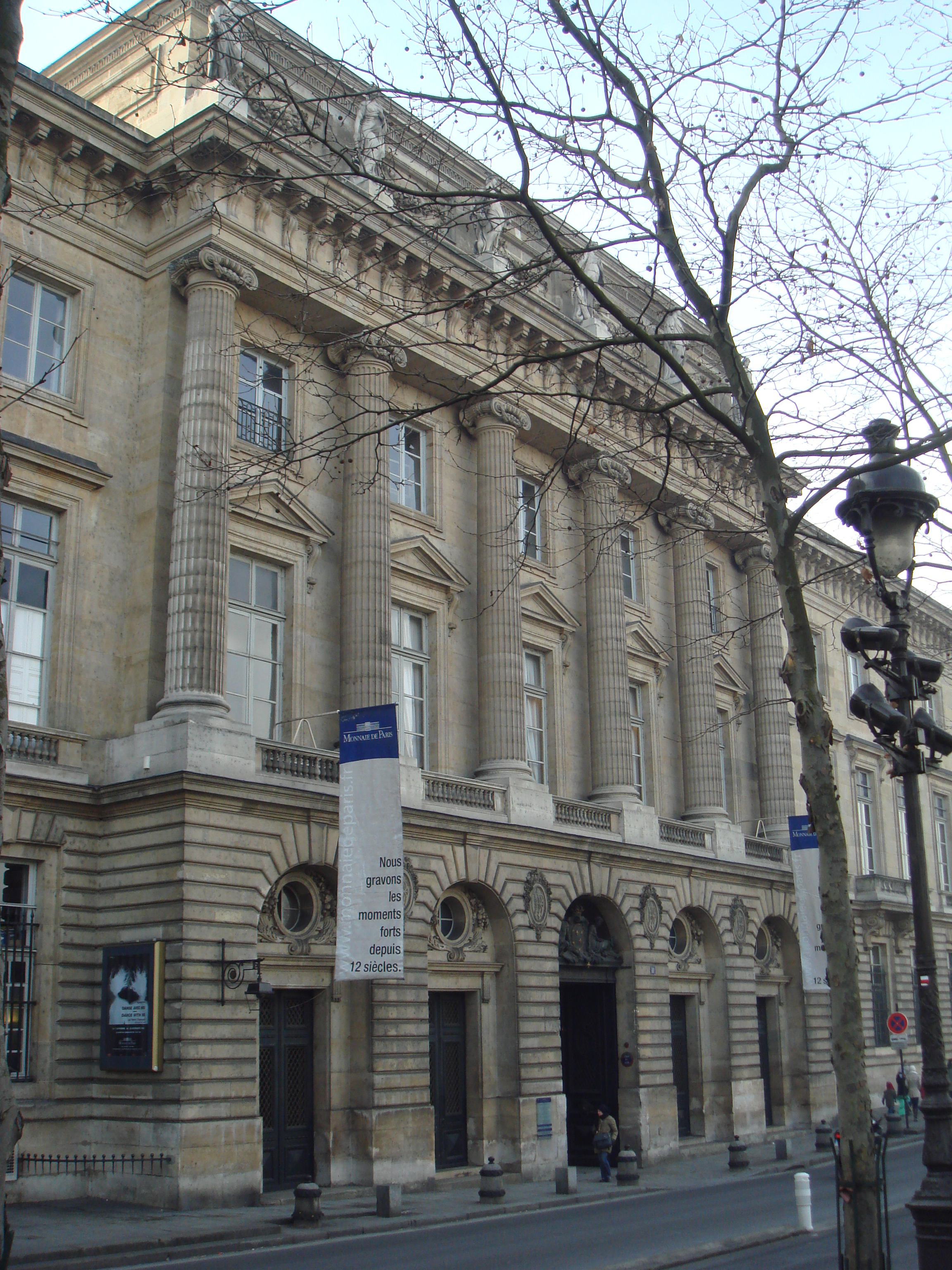
Entrada a la Casa de la Moneda

La Casa de la Moneda (en francés: Hôtel de la Monnaie) es un edificio de París situado junto al Palacio del Instituto. Fue construido en 1771 bajo la dirección del arquitecto Jacques Denis Antoine para albergar la institución monetaria de Monnaie de Paris. 
Delante del ático de este edificio se ven las figuras aisladas de la Prudencia, la Fuerza, el Comercio, la Abundancia y la Paz. En la puerta de entrada, a la derecha, hay una escalera adornada de columnas que conduce a un magnífico salón sostenido por veinte columnas de orden corintio. Encima de su entablamento hay unas galerías que miran al interior de la sala.
Situado en el VI Distrito de París, en este soberbio local se sitúa el Museo de la Moneda de París.